# Сазанов Володимир Олександрович
Володимир Олександрович Сазанов (27 липня 1941, місто Пенза, тепер Російська Федерація — 9 квітня 2019, Російська Федерація) — радянський діяч, 1-й секретар Пензенського міського комітету КПРС, голова Пензенської міської ради народних депутатів. Член Центральної контрольної комісії КПРС у 1990—1991 роках. 

## Життєпис
З 1959 року — слюсар-трубоукладач тресту «Спецбуд» міста Пензи.
У 1964 році закінчив Пензенський інженерно-будівельний інститут.
З 1965 по 1966 рік служив у Радянській армії.
Член КПРС з 1965 року.
У 1966—1968 роках — аспірант, асистент Пензенського інженерно-будівельного інституту; інженер тресту «Облрембуд» міста Пензи; знову асистент Пензенського інженерно-будівельного інституту.
У 1968—1970 роках — інженер-механік Саратовського монтажного управління «Волгопродмонтаж» міста Саратова; інженер монтажного управління тресту № 7 Міністерства монтажних і спеціальних будівельних робіт СРСР.
У 1970—1973 роках — інструктор Пензенського обласного комітету КПРС.
У 1973—1974 роках — 2-й секретар міського комітету КПРС міста Пензи-19.
У 1974—1984 роках — 1-й секретар міського комітету КПРС міста Пензи-19 (Зарічного міського комітету КПРС) Пензенської області.
У 1984—1986 роках — інструктор Комітету партійного контролю при ЦК КПРС.
26 липня 1986 — 13 червня 1990 року — 1-й секретар Пензенського міського комітету КПРС.
У 1988 році закінчив Академію суспільних наук при ЦК КПРС.
15 березня 1990 — 25 лютого 1992 року — голова Пензенської міської ради народних депутатів.
Одночасно в червні 1990 — серпні 1991 року — голова контрольно-ревізійної комісії Пензенської обласної партійної організації.
У 1992—1993 роках — уповноважений виконавчої дирекції Асоціації «Велика Волга». 
У 1993—1995 роках — заступник голови та голова Комітету з управління державним майном — заступник голови адміністрації Пензенської області.
У 1995—1998 роках — 1-й заступник директора Федеральної дирекції автодороги «Москва—Самара».
У 1998—1999 роках — міністр інформації, культури та зв'язків із громадськістю Уряду Пензенської області.
З 1999 року — керівник апарату губернатора Пензенської області. 
Пізніше працював директором Пензенського філії федерального ліцензійного центру при Держбуді Російської Федерації.
Помер 9 квітня 2019 року.

## Нагороди та відзнаки
- орден Трудового Червоного Прапора (1976)
- медалі
- пам'ятний знак «За заслуги у розвитку міста Пензи» (2010)
- лауреат Премії Ради Міністрів СРСР (1981)